# Charles Lyell
Sir Charles Lyell, prvi baronet, Kt, FRS, britanski pravnik in geolog, * 14. november 1797, Kinnordy, Forfarshire, Škotska, † 22. februar 1875, London, Anglija.
Izšolal se je za pravnika, kmalu pa mu je pričel pešati vid in do leta 1827 se je popolnoma posvetil geologiji. Njegovo prvo večje delo, Principles of Geology (Temelji geologije; 3 knjige, 1830–1833), je bilo tudi najbolj znano. V njem je predstavil teorijo, da je Zemlja neskončno stara in da je vse dogajanje v njeni geološki zgodovini možno razložiti s procesi, ki so zdaj aktivni. Doktrina, ki jo imenujemo uniformitarianizem, nasprotuje do takrat uveljavljenem mnenju, da je bilo v zemeljski zgodovini več katastrof, ko je izumrlo vse življenje in so bili ustvarjeni novi organizmi (tj. katastrofizem). Namesto tega je pod vplivom Lamarckovega razvojnega nauka predpostavil počasno prilagajanje organizmov spreminjajočim se razmeram v okolju.
S svojim delom je močno vplival na mladega Charlesa Darwina, ki je svojo teorijo evolucije z naravnim izborom utemeljil tudi na dejstvu da je bilo za spremembe na voljo na milijone let kot je dokazal Lyell. Postala sta prijatelja in ob izidu dela O izvoru vrst je Lyell javno zagovarjal Darwinovo teorijo, čeprav je s težavo sprejemal da nasprotuje krščanskemu nauku. Mehanizem naravnega izbora in možnost nastanka novih vrst iz obstoječih je previdno priznal šele v deseti izdaji Principles of Geology (1866-68) in Geological Evidences of the Antiquity of Man (1863).
Za svoj prispevek k znanosti je bil leta 1848 povišan v viteza, leta 1864 pa je prejel dedni naziv baronet (po statusu med vitezom in baronom). Kraljeva družba mu je leta 1834 za njegovo delo Načela geologije (Principles of Geology) podelila svojo Kraljevo medaljo, leta 1858 svojo prestižno Copleyjevo medaljo, Geološko društvo iz Londona pa leta 1866 Wollastonovo medaljo.

## Dela
- Principles of Geology, 1. izdaja v treh knjigah, 1830–1833, London: John Murray.
- Elements of Geology, 1. izdaja julij 1838, London: John Murray.
- Elements of Geology, The Students' Series, 1871
- Travels in North America, dve knjigi, 1845. London: John Murray.
- A Second Visit to the United States of North America., dve knjigi, 1849. London: John Murray.
- Geological Evidences of the Antiquity of Man, 1. izdaja februar 1863. London: John Murray.